# 曼徹斯特大學 (美國)
曼徹斯特大學（英語：Manchester University）是一間位於美國印第安那州的私立文理大學，具基督教協基會背景。曼徹斯特大學之前身為曼徹斯特學院，於1860年在印第安納州羅阿諾克成立，當時是基督教協基會的羅阿諾克古典神學院（Roanoke Classical Seminary）。David N. Howe擔任羅阿諾克古典神學院的最後一任院長時，該學院於1889年被遷至印第安納州北曼徹斯特，易名曼徹斯特學院（Manchester College）。他在1889年至1894年間擔任曼徹斯特學院的首任院長。1932年，曼徹斯特學院與伊利諾伊州莫里斯山學院（Mount Morris College）合併。後者為1839年成立的衛理公會神學院。
1948年，學院成立和平研究所及開辦衝突解決方案課程，這是美國第一個本科和平研究主修課程。曼徹斯特學院歷史校區於1990年被列入美國《國家史蹟名錄》。
2012年，曼徹斯特學院正名曼徹斯特大學，以反映所提供的研究生課程數量增加。曼徹斯特大學於2012年在印第安納州韋恩堡擴建校園，開設藥劑學院。

## 外部連結
- 曼徹斯特大學官方網頁 （页面存档备份，存于）

41°00′40″N 85°45′45″W / 41.01111°N 85.76250°W